# Félix Nève
Félix-Jean-Baptiste-Joseph Nève, född den 13 juni 1816 i Ath, död den 23 maj 1893 i Louvain, var en belgisk orientalist.
Nève var professor vid universitetet i Louvain och flitig författare. Han utgav bland annat Études sur les hymnes du Rigvéda (1842), Introduction à l'histoire générale des littératures orientales (1845), Revue des sources nouvelles pour l'étude de l'antiquité chrétienne en Orient (1852), Le Bouddhisme, son fondateur (1854), Les Pouranas (1855), Calidasa (1864) och Les époques littéraires de l'Inde (1883).